# Chlorogomphus papilio
Chlorogomphus papilio là loài chuồn chuồn trong họ Chlorogomphidae. Loài này được Ris mô tả khoa học đầu tiên năm 1927.